# F.M. Tarbuk & Co.
F.M. Tarbuk & Co., später Tarbuk Cars & Cie. war ein österreichisches Fahrzeughandels- und Werkstättenunternehmen.

## Unternehmensgeschichte
Das Unternehmen wurde im Jahr 1920 durch den Offizier Fritz Tarbuk in Wien gegründet, der zunächst im Rahmen der 1910 gegründeten Firma Prowodnik Österreichisch-Ungarische Import-Gesellschaft mbH seines Schwiegervaters A. Librowicz mit dem Import von Automobilen begann. 1920 wurde die Generalvertretung der Firma Automobiles Mathis Strassburg übernommen und schließlich 1926 das Unternehmen als F.M. Tarbuk & Co. protokolliert. 1928 übernahm Tarbuk die Generalvertretung für Horch, Zwickau. 
Im Jahr 1938 wurde das 1932 von Peter Pflaum gegründete Unternehmen AUTEG Automobilhandels- und Reparatursgesellschaft mbH übernommen. 1946 trat Peter Pflaum als Gesellschafter in die F.M. Tarbuk & Co. ein. Vor dem Zweiten Weltkrieg wurden die Generalvertretung der Zweigmarken DKW, Horch, Audi und Wanderer der deutschen Auto Union AG sowie Mathis und die Nutzfahrzeughersteller Magirus, Vomag und Manderbach für Österreich übernommen mit der Firmenzentrale in Wien I. Opernring 11, und Reparaturwerk Wien X. Davidgasse 90. In den 1930er-Jahren baute Tarbuk sein Autohandelshaus mit Werkstätten in Westösterreich und der Slowakei aus.
Während des Zweiten Weltkriegs waren die Tarbuk-Großwerkstätten in Wien und Bratislava für die deutsche Wehrmacht tätig.
Während der Benzinknappheit im Zweiten Weltkrieg war F.M. Tarbuk & Co. führend im Fahrzeugumbau auf Holzvergaser nach dem Patent des Elsässer Erfinders Georges Imbert.
Nach dem Zweiten Weltkrieg übernahm F.M. Tarbuk & Co. die Generalvertretungen für 23 Automobil- und Fahrzeughersteller in Österreich, darunter Škoda, Chrysler, Plymouth, Datsun/Nissan, Rover, Land Rover und Jaguar. Nachdem die Firma Austro-Tatra die Generalvertretung der Tatra-Fahrzeuge aus der Tschechoslowakei verloren hatte, übernahm Tarbuk im Jahr 1948 auch diese Vertretung.
Das Unternehmen baute ab 1950 in Österreich und den Nachbarländern mit einer Reihe von Zweigwerken und Handelsbetrieben seine Marktführerschaft als Händler und Werkstätte für 48 Marken der Automobil-, Nutzfahrzeug-, Zweirad-, Baumaschinen- und Landmaschinenindustrie auf, zum Beispiel Fiat, Lancia, Alfa Romeo, Ford, Volvo, Subaru, Mazda, Suzuki, Opel, Chevrolet, Messerschmitt-Fendt, Harley-Davidson.
Seit dem Tod des Firmengründers im Jahr 1976 wurde das Unternehmen von Nachkommen der Familie des Gründers Tarbuk sowie des späteren Partners Pflaum weitergeführt. Im Jahr 1978 erhielt das Unternehmen die Staatliche Auszeichnung und durfte seither das Bundeswappen im Geschäftsverkehr verwenden.
Bis Ende der 1980er Jahre expandierte das Unternehmen stark, beschäftigte schließlich 1000 Mitarbeiter und zählte zu den 60 umsatzstärksten Firmen Österreichs. 1992 wurde die Gruppe unter der Führung von Mario Seiller-Tarbuk zur Tarbuk AG umfirmiert.
In den Folgejahren machten Strukturveränderungen im Importgeschäft, wesentlich verursacht durch den EU-Beitritt Österreichs, und die Krise der Importmarken, allen voran Nissan, der Tarbuk-Gruppe zu schaffen. 1995 und 1996 waren die ersten Jahre, in denen die Gruppe operative Verluste (mit steigender Tendenz) hinnehmen musste. Daher beschlossen die Eigentümer ab 1997 mit einem neuen Vorstand mit Norbert Frömmer an der Spitze eine Umstrukturierung der Gruppe. Ein Sparprogramm zeigte Wirkung und von 1997 bis 2000 wurden wieder Gewinne erzielt. Mit der Kündigung der Importverträge durch Nissan, Saab und Jaguar 2001 begann der Niedergang des Konzerns. Versuche, den Wegfall des Importgeschäfts durch den Aufbau einer Zweiradmarke (Übernahme von BLM) sowie verstärkte Internet-Aktivitäten wettzumachen (Verkaufsportal Motorline, Kooperation mit YLine), bleiben ohne Erfolg. Auch die Übernahme des Imports von Ford und Jaguar in Kroatien sowie eines Ford-Händlers in Baden-Württemberg konnten den Niedergang nicht aufhalten.
2003 wurde – das Unternehmen befand sich am Rande der Zahlungsunfähigkeit – schließlich der Sanierer Erhard Grossnigg als Partner ins Unternehmen geholt.
Bis 2007 konnten eine Reihe von Autohäusern und Markenwerkstätten in Wien (Jaguar, Nissan, Saab, Suzuki), Salzburg (Fiat, Alfa Romeo, Lancia, Jaguar, Land Rover), Graz (Opel, Chevrolet, Saab) und in Württemberg (Ford, Volvo), der Import und Großhandel (MG Rover) sowie im Landmaschinenhandel (Deutz Fahr Austria, Austro Diesel) wirtschaftlich reorganisiert und in kleineren Strukturen gehalten werden.
2007–2009 erfolgte unter der Leitung des Sanierers Erhard F. Grossnig der Rückzug aus dem Automobilgeschäft. Sämtliche operativen Unternehmen in Salzburg (Autoitalia), Wien (Tarbuk Wien Süd, Saab Wien Oberlaa) sowie das Autozentrum Puntigam in Graz (TPG Autohandels und Reparatur GmbH), Tarbuk Land-, Bau- und Industriemaschinen wurden aufgegeben, d. h. liquidiert oder an Mitarbeiter abgegeben.